# Municipio de Hamilton (condado de Marshall)
El municipio de Hamilton (en inglés: Hamilton Township) es un municipio ubicado en el condado de Marshall en el estado estadounidense de Dakota del Sur. En el año 2010 tenía una población de 27 habitantes y una densidad poblacional de 0,29 personas por km².

## Geografía
El municipio de Hamilton se encuentra ubicado en las coordenadas 45°41′47″N 97°33′58″O / 45.69639, -97.56611. Según la Oficina del Censo de los Estados Unidos, el municipio tiene una superficie total de 91.76 km², de la cual 80,74 km² corresponden a tierra firme y (12,01 %) 11,02 km² es agua.

## Demografía
Según el censo de 2010, había 27 personas residiendo en el municipio de Hamilton. La densidad de población era de 0,29 hab./km². De los 27 habitantes, el municipio de Hamilton estaba compuesto por el 100 % blancos. Del total de la población el 0 % eran hispanos o latinos de cualquier raza.